# 宋玧妸
宋玧妸（1973年6月7日—），韓國著名女演員，常見譯名為宋允兒。她成名於1990年代末至2000年代初，於2015年憑藉《媽媽》獲得百想藝術大獎電視部門最優秀女演員獎。代表作有《情定大飯店》、《姊姊》、《On Air》、《媽媽》以及《THE K2》等。而且還連續七年於大型的電視及電影頒獎禮中擔任主持。

## 演藝歷程

### 嶄露頭角（1998－2000年）
1995年就讀大學二年級時，同系的前輩瞞着宋允兒，替她報名參加明星選拔賽。她在大賽上獲得了KBS電視台超級明星大賽金獎，從此開始演藝生涯。1998年，她憑藉由同名小说改編的《愛上Mr. Q》，而被觀眾認識及讚賞。她在劇中飾演針對金喜善的惡女上司，是第一套為她獲得人氣的電視劇。

### 事業高峰（2001－2008年）
2001年，《情定大飯店》將宋允兒推向事業的最高峰。她飾演的酒店經理徐臻茵與裴勇俊相戀，得到各大觀眾的喜愛，並因此成為她的代表作之一。她在劇中的套裝打扮，以及她粗心大意的單純個性，深入民心，成功塑造了傻大姐的形象。此外，這套劇亦曾在台灣、日本及韓國掀起熱潮，並因而為她獲得其他亞洲地區的知名度 ；也是第一代韓國職場劇始祖。
2002年，她與車勝元、薛景求合演電影喜劇《光復節特赦》。該電影是當時韓國2002年的票房之冠，而她亦憑藉這部電影獲得多個「最佳女配角獎」。其演唱之主題曲《粉紅色口紅》也成為當時的人氣歌曲。
2005年，宋允兒憑藉《情定大飯店》的熱潮受邀到大阪出席設計師桂由美的婚紗時裝秀，並作為婚紗模特兒。除此之外，她亦於東京台場酒店舉行首個日本粉絲聚會，並吸引了二千名粉絲及過百名傳媒到場採訪。2006年，她以當時33歲的實際年齡，在《姊姊》中演繹23歲大學生的心境；宋允兒將她獨有的清純與鄰家姐姐的氣質表露無遺。
2008年，在《On Air》中扮演一位刁鑽、大大咧咧的人氣女編劇徐英恩。最初她因採取誇張的演繹方式而懼怕觀眾的抗拒；然而這個角色最終大受歡迎，亦成功為宋允兒塑造另一個全新形象。她和朴容夏的情侶檔也因此得到觀眾的喜愛。她還到了台灣和日本為劇集作宣傳活動。

### 淡出期（2009－2013年）
2009年5月28日，她與曾合作過兩次的電影演員薛耿求舉行婚禮。婚後，宋允兒曾短暫沒有拍攝電影和電視劇，只是偶然主持綜藝節目。她於首爾藝術大學擔任藝術表演的客座教授及兼職導師。
2010年8月誕下兒子薛承允，產後更於韓國電影頒獎禮中與少女時代共同表演舞蹈。2011年，擔任tvN選秀節目《韓國達人秀》的評委。

### 再度復出（2014－現在）
2014年，宋允兒相隔六年重返螢幕，在《媽媽》中飾演癌症名畫家，以一心為兒子找到幸福家庭為目標的韓勝熙。她在劇中相當出彩地與文晶熙演繹了母愛的偉大和女人的義氣，甚至與現實年齡相差17歲的洪宗玄演繹姊弟戀也毫不突兀。時隔多年復出，便先後在畫梅獎、MBC演技大賞，以及百想藝術大賞獲得三大演技獎項。
2015年，她繼續為有深度的電視劇擔任主角，故嘗試接拍政治題材的《Assembly》，並飾演輔佐官。
2016年9月，她扮演與以往完全不同的角色，並首次拍攝tvN的劇集《THE K2》，飾演議員夫人崔宥真。她在劇中演繹了有別於往常的惡角，充滿人性化，令觀眾深表同情和憐惜。此角色亦為宋允兒帶來演藝事業又一個全盛期，被國民們譽為是宋允兒的人生角色。
2017年，宋允兒再次重返大銀幕，主演短篇VR電影《Nine Days》。同年，她的電影《石子》亦獲邀到釜山國際電影節上映。時隔兩年，她又回歸小螢幕，在《Secret Mother》中扮演痛失女兒，卻無法撇脫傷痛的媽媽金允真。此劇更讓她獲得該年《SBS演技大賞》最優秀演技賞。
2020年7月，宋允兒一改以往清秀賢慧的形象，在JTBC《優雅的朋友們》中展示性感身段，並且演繹多場激烈的感情戲；作為資深女演員依然盼望着突破。
2021年，被韓國電影振興委員會獲選為韓國電影屆代表200位演員的其中一人。同年11月，出演Channel A《Show Window：女王之家》，飾演聯排別墅的女王韓善珠。此劇不僅創下Channel A電視劇最高首播收視紀錄，也在第16集以10.335%(AGB全國基準)刷新自身紀錄，成為Channel A歷代最高收視率的戲劇節目。

## 婚姻
2002年，她與現時的丈夫薛景求合作電影《光復節特赦》而首次相遇。後來，二人又於2006年電影《錯過愛情》中再度攜手。並於2009年5月28日結婚，2010年8月誕下兒子。

## 演出作品

### 電視劇
| 年份   | 電視台    | 劇名                        | 角色            | 備註             |
| 1995年 | KBS       | 個性時代                    |                 |                  |
| 1995年 | KBS       | 燦爛的黎明                  |                 |                  |
| 1996年 | KBS       | 龍的眼淚                    | 李叔蕃夫人鄭氏  |                  |
| 1997年 | KBS       | 走向暴風                    |                 |                  |
| 1997年 | KBS       | 傳說的故鄉                  | 九尾狐妖        | 單元：九尾狐妖   |
| 1997年 | SBS       | 超越地平線                  |                 |                  |
| 1998年 | MBC       | 愛情                        | 徐嬉淑          |                  |
| 1998年 | SBS       | Mr.Q                        | 黃茱莉          |                  |
| 1998年 | SBS       | 恐怖的瞳孔                  | 金貞茵          | 單元劇上下集     |
| 1998年 | KBS       | 紙鶴                        | 車燕喜 / 車世莉 |                  |
| 1998年 | MBC       | 法庭風雲                    | 張惠美          |                  |
| 1999年 | MBC       | 王朝 又譯铁汉柔情           | 韓胭脂          |                  |
| 1999年 | MBC       | GO！我們的天堂              | 盧淑姿          |                  |
| 1999年 | SBS       | 愛戀系列                    | 李貞茵          | 單元：愛戀之遺失 |
| 2000年 | MBC       | 壞朋友                      | 夏英淑          |                  |
| 2001年 | MBC       | 情定大飯店                  | 徐臻茵          |                  |
| 2001年 | MBC       | 我愛熊                      | 韓靜恩          |                  |
| 2002年 | MBC       | 禮物                        | 金卉貞          |                  |
| 2004年 | SBS       | 走向暴風                    | 車美仙          |                  |
| 2004年 | KBS       | 浪漫滿屋                    | 婚禮賓客        | 特別出演         |
| 2005年 | SBS       | 香港特急                    | 韓貞燕 / 吳歡喜 |                  |
| 2006年 | MBC       | 姊姊                        | 尹承珠          |                  |
| 2008年 | SBS       | On Air                      | 徐英恩          |                  |
| 2010年 | SBS       | 秘密花園                    | 明 星           | 特別出演         |
| 2014年 | MBC       | 媽媽                        | 韓勝熙          |                  |
| 2015年 | KBS       | Assembly                    | 崔人敬          |                  |
| 2016年 | tvN       | THE K2                      | 崔宥真          |                  |
| 2016年 | KBS       | Drama Special－快樂的我的家 | 宋教授          | 特別出演         |
| 2018年 | SBS       | Secret Mother               | 金允真          |                  |
| 2018年 | tvN       | Nine Room                   | 朴妍靜          | 特別出演         |
| 2020年 | JTBC      | 優雅的朋友們                | 南靜海          |                  |
| 2021年 | Channel A | Show Window：女王之家       | 韓善珠          |                  |
| 2023年 | ENA       | 鬼怪計程車                  | 毛彩鈴          | 特別出演         |

### 電影
| 年份   | 片名       | 角色   | 備註       |
| 1997年 | 1818專線   | 洪世仁 |            |
| 1998年 | 麻辣老大   | 宋老師 |            |
| 2000年 | 不朽的名作 | 姜于靜 |            |
| 2002年 | 光復節特赦 | 韓敬纯 |            |
| 2004年 | 凶相       | 鄭宣英 |            |
| 2006年 | 錯過愛情   | 延 秀  |            |
| 2006年 | 阿娘       | 素 英  |            |
| 2009年 | 秘密       | 智 妍  |            |
| 2010年 | 婚紗禮服   | 高 芸  |            |
| 2018年 | Nine Days  | 朴勝熙 | 短篇VR電影 |
| 2019年 | 證人       | 金秀仁 | 特別出演   |
| 2020年 | 石子       | 金老師 |            |

## 獲獎經歷
| 年份   | 頒獎                              | 獎項                              | 片名                       | 角色          | 結果 |
| ------ | --------------------------------- | --------------------------------- | -------------------------- | ------------- | ---- |
| 1995年 | KBS超級明星大賽                   | 金獎                              | 不適用                     | 不適用        | 獲獎 |
| 1995年 | KBS超級明星大賽                   | 最上鏡獎                          | 不適用                     | 不適用        | 獲獎 |
| 1998年 | SBS演技大賞                       | 女子優秀演技獎                    | 《Mr.Q》                   | 黃茱莉        | 獲獎 |
| 1998年 | KBS演技大賞                       | 人氣獎                            | 《紙鶴》                   | 車燕喜/車世莉 | 獲獎 |
| 1999年 | 第35屆百想艺术大賞                | 電視部門 女子人氣賞               | 《Mr.Q》                   | 黃茱莉        | 獲獎 |
| 1999年 | 情報通訊                          | 情報通訊部長官表彰                | 不適用                     | 不適用        | 獲獎 |
| 1999年 | MBC演技大賞                       | 女子優秀演技獎                    | 《铁汉柔情》               | 韓胭脂        | 獲獎 |
| 2000年 | 情報通訊                          | 情報通訊日國務總理表彰            | 不適用                     | 不適用        | 獲獎 |
| 2000年 | SBS演技大賞                       | 大明星獎                          | 《愛戀系列》               | 李貞茵        | 獲獎 |
| 2001年 | MBC演技大賞                       | 女子最優秀演技獎                  | 《我愛熊》、《情定大飯店》 | 韓靜恩/徐臻茵 | 獲獎 |
| 2001年 | MBC演技大賞                       | 女子人氣賞                        | 《我愛熊》、《情定大飯店》 | 韓靜恩/徐臻茵 | 提名 |
| 2002年 | Model Line                        | 最佳衣著獎                        | 不適用                     | 不適用        | 獲獎 |
| 2002年 | 第23屆青龍電影獎                  | 最佳女配角                        | 《光復節特赦》             | 韓敬纯        | 獲獎 |
| 2003年 | 第40屆大鐘獎電影節                | 最佳女配角                        | 《光復節特赦》             | 韓敬纯        | 獲獎 |
| 2003年 | 第11屆春史電影賞                  | 最佳女配角                        | 《光復節特赦》             | 韓敬纯        | 獲獎 |
| 2004年 | SBS演技大賞                       | 十大明星奬                        | 《走向暴風》               | 車美仙        | 獲獎 |
| 2004年 | SBS演技大賞                       | 女子優秀演技奬                    | 《走向暴風》               | 車美仙        | 獲獎 |
| 2006年 | 第四屆 Korea Fashion World Awards | 最佳衣著女藝人                    | 不適用                     | 不適用        | 獲獎 |
| 2006年 | 首爾電視                          | 女藝人獎                          | 不適用                     | 不適用        | 獲獎 |
| 2006年 | MBC演技大賞                       | 女子優秀演技奬                    | 《姊姊》                   | 尹承珠        | 提名 |
| 2006年 | MBC演技大賞                       | 女子人氣賞                        | 《姊姊》                   | 尹承珠        | 提名 |
| 2007年 | 第3屆安德烈·金                    | 最佳明星獎                        | 不適用                     | 不適用        | 獲獎 |
| 2007年 | MBC廣播演藝大賞                   | 功勞獎                            | 不適用                     | 不適用        | 獲獎 |
| 2008年 | SBS演技大賞                       | 十大明星獎                        | 《On Air》                 | 徐英恩        | 獲獎 |
| 2008年 | SBS演技大賞                       | 女子最優秀演技獎                  | 《On Air》                 | 徐英恩        | 獲獎 |
| 2008年 | SBS演技大賞                       | 大賞                              | 《On Air》                 | 徐英恩        | 提名 |
| 2008年 | Cosmopolitan                      | Fun Fearless Female年度奖         | 不適用                     | 不適用        | 獲獎 |
| 2009年 | 第4屆安德烈·金                    | 最佳明星獎                        | 不適用                     | 不適用        | 獲獎 |
| 2010年 | 第二届韩国珠宝大赏                | 钻石奖                            | 不適用                     | 不適用        | 獲獎 |
| 2014年 | 第3屆大田電視劇節                 | 中篇電視劇 女子最優秀演技獎       | 《媽媽》                   | 韓勝熙        | 提名 |
| 2014年 | 第27屆韓國畫梅獎                  | 女子最優秀演技獎                  | 《媽媽》                   | 韓勝熙        | 獲獎 |
| 2014年 | MBC演技大賞                       | 特別企劃部門 女子最優秀演技賞     | 《媽媽》                   | 韓勝熙        | 獲獎 |
| 2014年 | MBC演技大賞                       | 大賞                              | 《媽媽》                   | 韓勝熙        | 提名 |
| 2014年 | MBC演技大賞                       | 女子人氣賞                        | 《媽媽》                   | 韓勝熙        | 提名 |
| 2015年 | 第51屆百想藝術大賞                | 電視部門 女子最優秀演技賞         | 《媽媽》                   | 韓勝熙        | 獲獎 |
| 2015年 | 第51屆百想藝術大賞                | 電視部門 女子人氣賞               | 《媽媽》                   | 韓勝熙        | 提名 |
| 2015年 | KBS演技大賞                       | 中篇電視劇 女子優秀演技賞         | 《Assembly》               | 崔人敬        | 提名 |
| 2018年 | SBS演技大賞                       | 日日及週末劇部門 女子最優秀演技賞 | 《Secret Mother》          | 金允真        | 獲獎 |

## 擔任各屆頒獎典禮頒獎人
| 年份   | 頒獎典禮名稱       | 備註                                       |
| 2004年 | 第25屆青龍電影獎   | 與張東健共同頒發最佳導演獎                 |
| 2006年 | 第1届首尔电视節    | 頒發电视剧部门优秀奖                       |
| 2007年 | 第28屆青龍電影獎   | 頒發最佳新晉導演獎                         |
| 2008年 | 第29屆青龍電影獎   | 與李秉宪共同頒發最佳票房電影獎             |
| 2008年 | SBS演技大賞        | 與SBS電視劇統籌共同頒發PD獎                |
| 2015年 | 第52屆百想藝術大賞 | 與李聖旻共同頒發電視部門男女子最優秀演技賞 |
| 2016年 | TvN10 Awards       | 頒發綜藝部門全勤賞                         |
| 2016年 | 第37屆青龍電影獎   | 與劉亞仁共同頒發最佳男主角獎               |

## MC擔任
| 年份          | 節目                                   | 備註                                  |
| 1995年        | KBS体育全景                            | 共同主持                              |
| 1998年        | 富川国际梦幻电影节夜祭祝贺公演         | 共同主持                              |
| 1998年        | GO！我的天堂                           | 節目主持                              |
| 1999年        | Golden Disk Award                      | 共同主持                              |
| 2000年        | 百想藝術大賞                           | 共同主持                              |
| 2000年        | SBS演技大賞                            | 共同主持                              |
| 2002年        | Golden Disk Award                      | 共同主持                              |
| 2003年        | SBS演技大賞                            | 共同主持                              |
| 2003年-2006年 | 韓國電影大獎                           | 與安聖基共同主持                      |
| 2005年        | Hungry 24hrs援助饑餓人士籌款           | 戶外節目主持                          |
| 2007年-2008年 | 韓國電影大獎                           | 首位電影頒獎禮的單獨主持，2009年停辦  |
| 2010年        | 第八屆韓國電影大獎                     | 單獨主持（並與少女時代共同表演Genie） |
| 2011年        | 韓流「煮」意 ( Food Essay )            | 烹飪節目主持                          |
| 2011年        | tvN選秀節目：Korea's Got Talent 第一季 | 明星評委                              |
| 2014年        | SBS《希望TV》                          | 節目主持                              |
| 2023年        | YouTube《宋允兒 by PDC》               | 節目主持                              |

## 紀錄片旁白擔當
| 年份 | 電視台 | 節目                           |
| 2011 | MBC    | 妈妈的奇蹟之袋鼠的怀抱         |
| 2012 | SBS    | 春天沒有來臨，日本地震的一年後 |
| 2015 | MBC    | 永山島少年的故事               |

## 大使擔任
- 2001年：Scottish Fashion 宣傳大使
- 2001年：漢陽大學講堂教養課（關於工作和職業的教養主題）
- 2003年：首爾藝術大學Top Star講堂講師
- 2005年：大韓耳鼻喉科學會宣傳大使
- 2006年：韓國司法部犯罪受害者救援部宣導大使
- 2007年：《目擊醫院現場》雜誌愛心活動宣傳大使
- 2007年：韓國日報《莫內畫展》榮譽宣傳大使
- 2007年：國際疫苗研究所（IVI）愛心大使
- 2008年：作為韓國唯一的演藝人代表受邀參加韓國第17任總統就任儀式和慶祝活動朗誦
- 2008年：拉斐爾診所宣導大使
- 2008年：《SWS兒童基金會》第六屆愛的攝影展「天使們的信」攝影模特
- 2011年：首爾市教育廳「夢想、挑戰、幸福」接力演講活動講師
- 2011年：Samsung證券Gold EGG援助韓國視覺障礙人聯合會《希望Project》宣傳大使

## 音樂作品
- 1998年：出演金民鐘《你永遠是我的愛》MV
- 1999年：出演柳時元《Always》MV
- 2002年：演唱主演電影《光復節特赦》主題曲〈粉紅色口紅〉
- 2005年：自編、自導、自演短片《白色耶誕節》（We have met before）
- 2006年：出演電影《阿娘》主題曲〈在身邊〉MV
- 2008年：演唱主演電視劇《On Air》OST〈影子〉

## 腳註
1. ↑  송윤아 “이번이 2번째 ‘1일 명예민원실장’” （页面存档备份，存于）
2. ↑  .   [2016-12-08]. （原始内容存档于2016-12-20）.
3. ↑  . CRI.   [2022-01-07]. （原始内容存档于2022-01-07）.
4. ↑  .   [2016-12-08]. （原始内容存档于2016-12-20）.
5. ↑  .   [2016-12-08]. （原始内容存档于2009-06-16）.
6. ↑  .   [2016-12-08]. （原始内容存档于2016-12-20）.
7. ↑  .   [2016-12-08]. （原始内容存档于2017-11-22）.
8. ↑  . 人民網.   [2022-01-07]. （原始内容存档于2022-01-07）.
9. ↑  .   [2016-10-30].

## 外部連結
- 宋玧妸的Instagram帳戶
- Snowball Entertainment （页面存档备份，存于）